# Diopatra amboinensis
Diopatra amboinensis är en ringmaskart som beskrevs av Jean Victor Audouin och Milne Edwards 1833. Diopatra amboinensis ingår i släktet Diopatra och familjen Onuphidae. Inga underarter finns listade i Catalogue of Life.